# Talāja
Talāja är en ort i Indien.   Den ligger i distriktet Bhāvnagar och delstaten Gujarat, i den västra delen av landet, 1 000 km sydväst om huvudstaden New Delhi. Talāja ligger 25 meter över havet och antalet invånare är 29 948.
Terrängen runt Talāja är platt. Runt Talāja är det tätbefolkat, med 411 invånare per kvadratkilometer. Det finns inga andra samhällen i närheten. Trakten runt Talāja består till största delen av jordbruksmark.